# Мариновец Зелински
Мариновец Зелински (хрв. Marinovec Zelinski) је насељено место у саставу града Свети Иван Зелина, Загребачка жупанија, Хрватска.

## Историја
До територијалне реорганизације у Хрватској био је у саставу старе општине Свети Иван Зелина.

## Становништво
У попису становништва из 2011. године, Мариновец Зелински је имао 73 становника.
| Број становника према пописима | Број становника према пописима | Број становника према пописима | Број становника према пописима | Број становника према пописима | Број становника према пописима | Број становника према пописима | Број становника према пописима | Број становника према пописима | Број становника према пописима | Број становника према пописима | Број становника према пописима | Број становника према пописима | Број становника према пописима | Број становника према пописима | Број становника према пописима |
| ------------------------------ | ------------------------------ | ------------------------------ | ------------------------------ | ------------------------------ | ------------------------------ | ------------------------------ | ------------------------------ | ------------------------------ | ------------------------------ | ------------------------------ | ------------------------------ | ------------------------------ | ------------------------------ | ------------------------------ | ------------------------------ |
| 1857                           | 1869                           | 1880                           | 1890                           | 1900                           | 1910                           | 1921                           | 1931                           | 1948                           | 1953                           | 1961                           | 1971                           | 1981                           | 1991                           | 2001                           | 2011                           |
| 64                             | 0                              | 0                              | 0                              | 124                            | 111                            | 110                            | 125                            | 113                            | 109                            | 105                            | 106                            | 80                             | 85                             | 74                             | 73                             |

Напомена: До 1900. исказивано под именом Мариновец, а од 1910. до 1931. под именом Мариновец Светоивански. Од 1869. до 1890. подаци су садржани у насељу Обреж Зелински.